# Alicia Gali

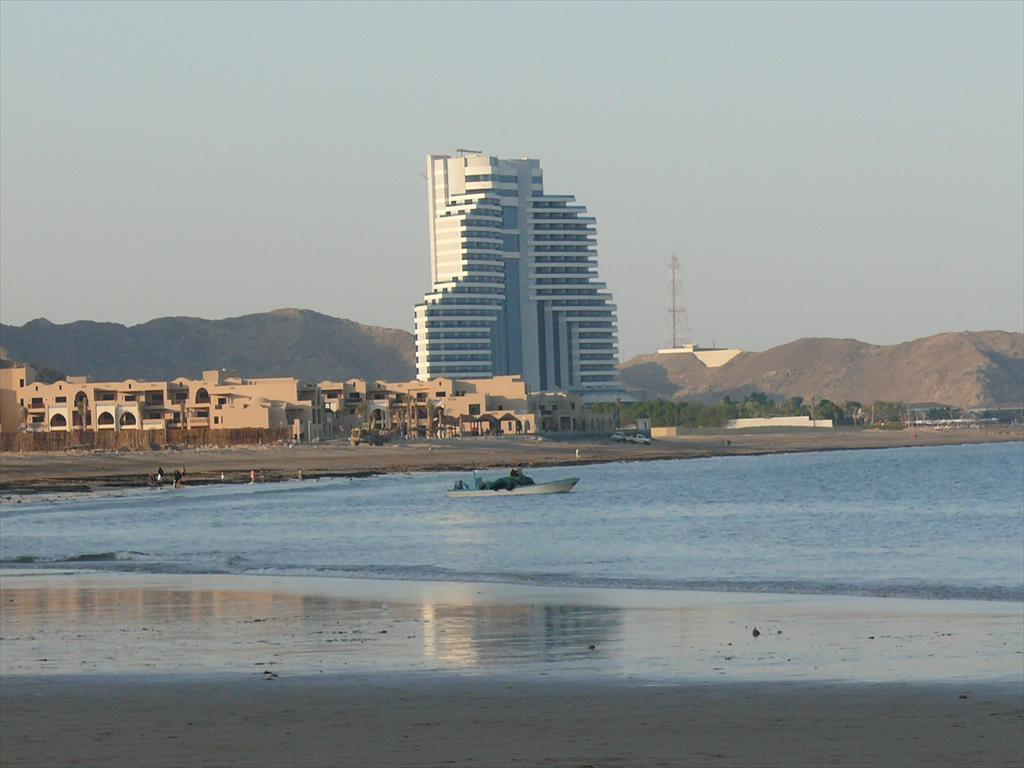
Hotel Le Méridien desde la playa de Fuyaira, EAU.

Alicia Gali (n. en Australia) es una mujer que en 2008 fue sentenciada a un año de cárcel en Fuyaira, Emiratos Árabes Unidos, tras haber sido acusada de mantener relaciones extramaritales tras ser víctima de una violación por parte de tres compañeros de trabajo en el hotel en el que era empleada. No obstante su condena se redujo a ocho meses.
Su caso generó controversia por parte de la opinión pública de todo el mundo (incluido los países islámicos) debido a la práctica de la sharia como acción judicial.

## Violación en el Hotel Le Méridien
Gali era la directora del salón de belleza del Hotel Le Méridien Al Aqah Beach Resort, Fuyaira. Tras pasar una velada con tres compañeros suyos en la que bebieron, perdió el conocimiento. Tras recuperar el conocimiento al día siguiente, alegó que se despertó desnuda con dolores abdominales y en las costillas.

## Encarcelamiento
Con la certeza de haber sufrido una violación, se puso en contacto con la embajada de Australia en Dubái sin saber que los casos de violación pueden ser considerados actos de adulterio según las leyes islamistas. Tras denunciar su caso a la policía, los supuestos agresores declararon que la relación fue "consentida" y los cuatro (tanto los acusados como la víctima) fueron encarcelados a un año de cárcel por relaciones extramatrimoniales. A los ocho meses (marzo de 2009), la mujer salió de prisión.

## Pleito contra la cadena hotelera
Gali interpuso una demanda contra la cadena hotelera Starwood Hotel por negligencia dado que el hotel carecía de sistemas de seguridad en el hotel que pudieran haberla protegido contra los asaltantes. Por su parte, el director del hotel alegó haber ofrecido apoyo a la víctima después del suceso.

## Reacciones internacionales
Tras cumplirse la sentencia, el Gobierno de Australia sugirió a la familia de Gali no hacer públicas sus quejas por el encarcelamiento, pese a que su liberación se había debido a las quejas presentadas por el cónsul australiano y la demanda interpuesta contra el hotel en el que trabajaba, con lo que atrajo la atención de los medios de comunicación internacional, entre ellos el Huffington Post —donde se relató lo sucedido— y Yahoo! News Australia, que produjo un documental de media hora.